# 1987–1988-as közép-európai kupa
Az 1987–1988-as közép-európai kupa a Közép-európai kupa történetének negyvennyolcadik kiírása volt. A sorozatban Magyarország és Olaszország 2-2, Csehszlovákia és Jugoszlávia pedig 1-1 csapattal képviseltette magát. A csapatokat két darab csoportba osztották be, és a két csoportgyőztes vívta a döntőt.
A kupát a Pisa nyerte el, története során második alkalommal.

## Csoportkör

### A csoport
| Csapat               | Mérk. | Gy | D | V | GK  | Pont |
| -------------------- | ----- | -- | - | - | --- | ---- |
| 1. Vác               | 2     | 1  | 0 | 1 | 7–4 | 2    |
| 2. Pescara           | 2     | 1  | 0 | 1 | 4–2 | 2    |
| 3. Slovan Bratislava | 2     | 1  | 0 | 1 | 1–6 | 2    |

| Csapat #1         | Eredmény | Csapat #2         |
| ----------------- | -------- | ----------------- |
| Pescara           | 4 – 1    | Vác               |
| Slovan Bratislava | 1 – 0    | Pescara           |
| Vác               | 6 – 0    | Slovan Bratislava |

### B csoport
| Csapat       | Mérk. | Gy | D | V | GK  | Pont |
| ------------ | ----- | -- | - | - | --- | ---- |
| 1. Pisa      | 2     | 2  | 0 | 0 | 3–0 | 4    |
| 2. Vojvodina | 2     | 1  | 0 | 1 | 3–1 | 2    |
| 3. Kaposvár  | 2     | 0  | 0 | 2 | 0–5 | 0    |

| Csapat #1 | Eredmény | Csapat #2 |
| --------- | -------- | --------- |
| Pisa      | 2 – 0    | Kaposvár  |
| Vojvodina | 3 – 0    | Kaposvár  |
| Pisa      | 1 – 0    | Vojvodina |

## Döntő
| 1988. május 30. 21:30 |

| Pisa                                  | 3–0   | Vác |
| ------------------------------------- | ----- | --- |
| Cecconi 33' Sclosa 36' Bernazzani 75' | (2–0) |     |

| Aréna Garibaldi, Pisa Nézőszám: 25 000 Játékvezető: Rudolf Liska (csehszlovák) |

| PISA:              |   |                    |  |     |
|                    |   |                    |  |     |
| GK                 |   | Alessandro Nista   |  | 81' |
| DF                 |   | Antonio Cavallo    |  |     |
| DF                 |   | Mario Faccenda     |  |     |
| MF                 |   | Daniele Bernazzani |  |     |
| MF                 |   | Claudio Sclosa     |  |     |
| MF                 |   | Stefano Dianda     |  |     |
| MF                 |   | Stefano Cuoghi     |  |     |
| MF                 |   | Bruno Caneo        |  | 82' |
| MF                 |   | Aldo Dolcetti      |  |     |
| MF                 |   | Mario Been         |  | 86' |
| FW                 |   | Luca Cecconi       |  |     |
| Cserék:            |   |                    |  |     |
| GK                 | ' | Gianpaolo Grudina  |  | 81' |
| DF                 | ' | Silvio Gori        |  | 86' |
| MF                 | ' | David Fiorentini   |  | 82' |
| Vezetőedző:        |   |                    |  |     |
| Giuseppe Materazzi |   |                    |  |     |

| VÁC:         |   |                    |  |     |
|              |   |                    |  |     |
| GK           |   | Brockhauser István |  |     |
| DF           |   | Kosztolnik Tamás   |  |     |
| DF           |   | Talapa Tibor       |  |     |
| DF           |   | Csima György       |  |     |
| DF           |   | Kósa László        |  |     |
| MF           |   | Nagy Tibor         |  |     |
| MF           |   | Balog Tibor        |  |     |
| MF           |   | Hermann Sándor     |  |     |
| MF           |   | Víg Péter          |  |     |
| FW           |   | Mózner János       |  | 54' |
| FW           |   | Durucskó Péter     |  | 62' |
| Cserék:      |   |                    |  |     |
| MF           | ' | Paksi János        |  | 62' |
| FW           | ' | Zvara József       |  | 54' |
| Vezetőedző:  |   |                    |  |     |
| Haász Sándor |   |                    |  |     |